# Marieke Westerhof
Marieke Westerhof, född den 14 augusti 1974 i Denekamp i Nederländerna, är en nederländsk före detta roddare.
Hon tog OS-silver i åtta med styrman i samband med de olympiska roddtävlingarna 2000 i Sydney.